# 페르소나 3 리로드
《페르소나 3 리로드》는 아틀러스가 개발하고 세가가 배급한 2024년 롤플레잉 비디오 게임이다. 2006년 게임 《여신전생 페르소나 3》의 리메이크로 플레이스테이션 4, 플레이스테이션 5, 윈도우, 엑스박스 원 및 엑스박스 시리즈 X/S 플랫폼으로 제작돼 2024년 2월 2일 발매됐다.
원작과 마찬가지로 일본의 인공섬에 위치한 월광관 고등학교에 다니는 소년이 주인공이다. 그가 일련의 사고를 계기로 페르소나 능력을 각성하면서 특별과외활동부 S.E.E.S.의 동료들과 함께 수수께끼의 괴물 '섀도'를 토벌하고 이들이 나타나는 시각 섀도 타임의 비밀을 밝히는 것이 주된 내용이다.
《페르소나 3》 리메이크는 원작 발매 후 《여신전생》 하위 시리즈 《페르소나》가 국제적인 인기를 끌게 되면서 팬들이 소망했으며 아틀러스 또한 이를 인지했다. 《리로드》 개발은 2019년 경부터 시작했으며 2023년 4월에 처음 외부에 소식을 전했다. 2023년 6월에 게임을 공식적으로 발표했다. 《리로드》는 《페르소나 3》 원작을 충실히 따르면서 후기 《페르소나》 작품의 기술적 향상을 적용하는 것을 목표로 삼았다. 원작 《페르소나 3》의 개선판이었던 《페르소나 3 FES》 및 《페르소나 3 포터블》 내용 일부가 반영됐다. 캐릭터 디자인은 시마다 아즈사가 담당하고 소에지마 시게노리가 감독했다.
페르소나 3 리로드는 2024년 2월 2일에 플레이스테이션 4, 플레이스테이션 5, Windows, 엑스박스 원, Xbox Series X/S로 출시되었다. 이 게임은 비평가들로부터 전반적으로 긍정적인 평가를 받았으며, 출시 첫 주에 백만 장이 팔려 시리즈 중 가장 빠르게 백만 장 판매를 달성한 게임이 되었다.

## 게임플레이
페르소나 3 리로드는 전통적인 롤플레잉과 사회 시뮬레이션 게임플레이의 핵심적인 하이브리드 요소를 유지하지만, 오리지널 페르소나 3 출시 이후 페르소나 5 (2016)에서 처음 구현된 편의성 개선 사항을 중심으로 페르소나 시리즈에 도입된 시스템과 기능을 통합하기 위해 미학적, 그래픽적, 기계적으로 전면 개편되었다. 기본적인 개편 외에도, 리로드는 후속작들의 업데이트된 프리젠테이션을 반영하기 위해 그래픽 사용자 인터페이스의 수많은 요소를 개선했다. 스토리에 민감한 작업을 위해, 날짜, 시간 및 달의 위상 표시에 이야기 진행을 위해 수행해야 할 작업을 나열하는 목표 설명이 추가되었는데, 이는 페르소나 5의 헤드업 디스플레이와 기능적으로 유사하다. 맵 표시도 오리지널 페르소나 3보다 기능과 형태 면에서 개선되었는데, 주변 환경에 대한 더 많은 복잡성을 묘사하는 것 외에 크기가 확장되었고, 이제 페르소나 5의 맵처럼 이야기 목적으로 방문해야 할 중요한 위치에 마커를 표시한다. 주인공이 지역을 뛰어다닐 수 있는 기능도 추가되었다.
리로드는 게임의 사회 시뮬레이션 및 롤플레잉 부분에 새로운 게임플레이 요소를 추가했다. 주인공 일행이 수업 외에 거주하는 이와토다이 기숙사는 오리지널 게임을 넘어 다양한 활동을 수행할 수 있도록 확장되었다. 이제 주인공은 모든 기숙사 거주자와 개별적인 대화를 나누고, 기숙사 주방에서 소생 능력이 있는 음식을 요리하고, 기숙사 옥상에서 주기적으로 영양분을 주어 식물을 가꾸고, DVD 플레이어를 사용하여 영화를 빌려보고, 학교에서 제공한 책을 빌려 읽을 수 있다. 페르소나 4 및 페르소나 5의 해당 실내 활동과 마찬가지로, 이러한 작업을 수행하면 주인공의 사회 능력치가 강화되어 나중에 소셜 링크와 특정 상호 작용을 추구하는 데 사용할 수 있다. 예를 들어, 책을 읽으면 학교에서 주인공의 학력이 향상되고, 정원 가꾸기는 주인공이 전투에서 새로운 전술을 배울 수 있는 보상을 제공한다. 또한, 주인공은 다른 파티원과 함께 위에 언급된 각 활동에 참여할 수 있으며, 이는 전투 시나리오에서 추가적인 버프를 부여한다.
월광관 고등학교에 다니는 동안, 과목 선생님들의 교내 질문은 오리지널 게임에서 재활용된 것이 전혀 없이 처음부터 다시 만들어졌다. 타츠미 포트 아일랜드 주변과 타르타로스 내부 탐험은 이제 카메라가 주인공 바로 뒤에 위치하는 3인칭 시점으로 이루어지며, 플레이어가 주변 환경을 더 잘 볼 수 있도록 자유로운 카메라 제어가 가능하다. 오버월드 맵은 이제 완전히 3D로 렌더링되었으며, 주인공의 현재 위치나 방문할 수 있는 다른 지역에 대한 정보를 표시하는 추가 버튼 프롬프트가 있다. 페르소나 3 포터블의 빠른 이동 기능을 확장하여, 플레이어는 이제 위치 내에서가 아닌 맵 자체에서 강조 표시된 지역 내의 특정 위치로 즉시 빠른 이동을 할 수 있다. 리로드는 여신전생 페르소나 3와 여신전생 페르소나 4 (2008) 모두에서 가능했던 보조 캐릭터와의 소셜 링크를 완전히 끊는 기능을 제거했지만, 플레이어는 여전히 주인공의 무시하는 답변을 선택하여 소셜 링크를 되돌릴 수 있다. 새로운 사회적 요소가 도입되었는데, 이는 소셜 링크와는 별개로 존재한다. 이는 페르소나 3의 이전 버전에서 두드러지지 않았던 보조 캐릭터들을 주인공과의 관계를 심화시키는 사이드 스토리 아크를 포함하여 맥락화하기 위한 것이며, 이는 전용 소셜 링크 스토리가 부족한 남성 파티원들에게도 확장될 것이다.
타르타로스 내의 구조와 진행은 원본 게임과 전혀 변경되지 않았지만, 탐험을 장려하기 위해 더 많은 환경 다양성을 추가했고, 언리얼 엔진 4의 사용으로 향상된 조명과 같은 독특한 시각 효과를 선보인다. 피로도 시스템은 후속작들을 반영하여 완전히 제거되었고, 탐험 중에 파티가 지치지 않도록 하여 전투 성능에 더 이상 영향을 미치지 않는다. 타르타로스 내의 각 층에는 불 형상의 파괴 가능한 물체가 숨겨진 보물과 아이템을 얻기 위해 휘두를 수 있다. 플레이어는 원본 게임처럼 타르타로스에서 내비게이터(나중에 키리조 미츠루와 야마기시 후카 사이)에게 연락하여 던전의 배경 음악을 변경할 수 없으며, 현재 층에 흩어져 있는 숨겨진 보물과 그림자를 찾기 위해 파티를 분산시키도록 지시할 수도 없다. 파티는 또한 던전을 이동할 때 걷거나 완전히 전력 질주할 수 있지만, 후자를 할 경우 현재 층을 순찰하는 그림자들이 파티의 존재를 알아차릴 가능성이 높아진다.
전투 중에는 포터블에서와 같이 파티원을 직접 제어하는 능력과 원본 게임 및 FES에서와 같이 CPU가 행동을 지시하도록 하는 능력 모두 사용할 수 있다. 전투 사용자 인터페이스는 페르소나 5에서 기능적 및 스타일적 영감을 받아 완전히 개편되었으며, "페르소나", "아이템", "방어", "공격" 명령이 유사한 방식으로 각각 다른 버튼에 해당된다. 이전 페르소나 3 버전의 "분석", "전술", "대상", "돌격" 명령 외에 "조사" 및 "지원" 기능도 추가되었다. 페르소나 3 리로드는 페르소나 5의 "바통 터치" 스킬의 개선된 변형을 "시프트" 능력 형태로 왼쪽 트리거에 할당하여 구현한다. "시프트"는 현재 활동 중인 파티원이 그림자 적에게 성공적으로 명중하여 적을 다운시킨 후 다른 캐릭터에게 턴을 넘길 수 있도록 하여, 다음 파티원이 특정 대형에 있는 다른 적들을 다운시킬 가능성을 높인다. 원본 게임처럼 전투 화면의 모든 적이 다운되면, 파티는 모든 활동 중인 구성원이 남아있는 적에게 상당한 피해를 입히는 "총공격"을 시작할 수 있는 옵션이 주어진다. 파티에서 누가 명령을 시작하느냐에 따라 캐릭터는 페르소나 5의 피니셔 화면과 유사한 개인화된 마무리와 독특한 애니메이션을 갖는다. 파티의 추가 페르소나는 여전히 주로 전투 후 미니 게임인 셔플 타임을 통해 얻지만, 리로드는 플레이어가 셔플 후 무작위 선택에서 특정 카드를 맹목적으로 선택하는 대신 원하는 특정 카드를 수동으로 선택할 수 있도록 하여, 페르소나 4 골든의 미니 게임 버전과 유사하다.

## 개발
아틀러스는 2019년부터 페르소나 3 리메이크 개발을 시작했다. 당시 페르소나 5 더 로열 (2019) 작업에 참여했던 P-스튜디오의 직원 대다수가 리로드로 전환되었다. 스튜디오의 수석 디렉터인 와다 카즈히사(Kazuhisa Wada)는 오리지널 게임이 페르소나 시리즈 전반에 미친 영향, 그리고 기존 타이틀을 리메이크하고 서드파티 게임 엔진으로 게임을 개발하는 데 따르는 독특한 도전 과제 때문에 페르소나 3 리로드를 개발하는 것이 아틀러스에게 매우 중요하다고 밝혔다. 이 게임은 로열이나 캐서린: 풀 보디 (2019)와 같은 게임에서 아틀러스가 이전에 사용했던 독점 엔진이 아닌 언리얼 엔진 4로 구동된다. 리로드라는 이름은 페르소나 5 로열이 페르소나 5에게 그랬던 것처럼, 페르소나 3의 최종판이라는 지위를 전달하기 위해 "R"이 들어가는 다른 이름을 사용하고 싶었던 개발자들의 결과였다. 단순히 "페르소나 3 리메이크"라고 부르는 것은 시리즈의 명명 규칙에 맞지 않는다고 생각했기 때문이다. 리로드라는 이름은 또한 파티가 전투 중에 페르소나를 소환하는 데 사용하는 권총 모양의 이복커(Evoker)를 반영하기도 했다.
게임의 공식 발표 후, 아틀러스는 리로드에 대한 몇 가지 추가 세부 정보를 공유했다. P-스튜디오 수석 디렉터 와다 카즈히사와 게임 프로듀서 니쓰마 료타는 원본 페르소나 3 경험을 완전히 충실하게 재현할 의도를 명확히 했으며, 유지된 내러티브 외에 여러 "새로운 장면과 이벤트"를 구현하는 것을 포함했다. 그러나 두 사람은 원본 게임에만 충실하게 유지한 결과, 페르소나 3 FES 또는 페르소나 3 포터블에 통합된 스토리 콘텐츠(예: 에필로그 챕터 "답변" 또는 두 번째 여성 주인공 및 그녀와 관련된 콘텐츠)는 리로드용으로 리메이크되지 않을 것이라고 확인했다. 와다는 이 인터뷰 이후, FES의 주요 스토리 시나리오에 처음 추가된 다른 스토리 및 게임 플레이 요소는 게임에 여전히 포함될 것이라고 명확히 했다. 패미통에 실린 별도의 인터뷰에서 와다, 니쓰마, 게임 디렉터 야마구치 타쿠야는 기존 게임의 조작과 맵 디자인에 변화를 줄 것에 대한 열정을 표명하며, 게임의 주요 던전인 타르타로스가 환경 밀도 증가 및 기존 지역 내의 상호 작용 기능과 풍경으로 인해 원본 게임과는 "특히 큰 변화"를 겪을 것이라고 강조했다. 그들은 또한 현재 페르소나 3 리로드를 제작하는 의도와 전반적인 중요성에 대해 논의하며, 원본 게임의 기초를 형성하는 줄거리나 캐릭터를 바꾸고 싶지 않았지만, 플레이어들이 페르소나 5 및 페르소나 5 더 로열과 같은 시리즈의 최신작들과 동등한 기능적 및 그래픽적 충실도로 페르소나 3를 즐길 수 있기를 원한다는 입장을 개발 초기부터 견지했다고 주장했다. 야마구치는 게임의 모든 원본 환경과 아트워크를 리메이크하는 데 필요한 노력에 대해 자세히 설명하며, 필드가 플레이 가능한 영역을 채우는 캐릭터와 비례하도록 확장되었을 뿐만 아니라 "게임 요소와 풍경의 밀도를 높이기" 위해 확장되었다고 예를 들었다. 야마구치는 원본 게임의 내러티브를 재현하는 것을 넘어 새로운 시나리오를 추가하는 것에 대해 추가로 논의하며, 이는 원본 게임에서 그렇게 두드러지지 않았던 캐릭터들을 탐구할 수 있도록 "앙상블 드라마"로서 게임의 본질에 적합하다고 느꼈다.
2023년 8월, 와다, 니쓰마, 야마구치, 작곡가 키타조 아츠시(Atsushi Kitajoh) 간의 추가 패미통 인터뷰가 진행되었다. 그들은 게임 자산 리메이크 개발 과정에 대해 자세히 설명하며, 페르소나 3 댄싱 문 나이트 (2018)의 캐릭터 모델(많은 페르소나 3 요소가 처음으로 고선명으로 완전히 렌더링된)이 리로드의 해당 모델의 기반으로 사용되었다고 밝혔다. 그러나 리로드 자산은 그 외에 다양한 조정과 함께 처음부터 제작되었는데, 예를 들어 아이기스는 일반 인간 캐릭터에 비해 사이버네틱 존재로서의 독특한 신체적 특성을 강조하기 위해 비율이 변경되었다. 야마구치는 게임의 두 번째 트레일러에 공개된 게임 요소에 대해 언급하며, 파티원 코로마루와 아라가키 신지로가 리로드에서 메인 내러티브 외에 전용 사이드 스토리를 가질 것이라고 확인했다. 전자의 사이드 스토리는 코로마루의 배경 이야기를 확장하는 데 초점을 맞추고, 신지로의 콘텐츠는 파티원들 사이에서 그의 매력을 강조할 것이다. 개발자들은 또한 페르소나 3 FES의 아이기스와의 "아이온" 소셜 링크가 게임에 유지될 것이라고 확인했다. 이때까지 페르소나 3 리로드는 개발의 최종 단계에 접어들었다.

### 프레젠테이션
캐릭터 모델과 에셋은 페르소나 5의 아트 디렉션과 유사하게 환경 디자인에 비례하도록 처음부터 다시 제작되었으며, 이는 새롭게 개선된 조명 엔진과 게임의 플레이 가능한 영역을 채우는 비플레이어 캐릭터의 수에도 반영되어 원본 게임과 비교하여 모두 개선되었다. 성능 또한 이전 모든 버전의 30 초당 프레임 수(FPS)에서 최대 4K 해상도 (3840x2160)에서 60 FPS로 향상되었다. 리로드는 원본 게임이나 어떤 재출시작에도 없었던 추가 장면, 새로운 파티 상호 작용, 대화, 음성 컷신을 포함한다. 모든 소셜 링크 경로는 이제 완전히 음성 처리되었다. 타르타로스 내 탐험은 던전에 데려가는 파티원에 따라 추가 대화가 특징이다. 원본 플레이스테이션 2 버전 페르소나 3의 애니메이션 컷신이 재현되었다. 일본어 성우진은 각자의 역할을 재현했으며, 다카하시 신야(Shinya Takahashi)는 이전에 4부작 페르소나 3 영화 시리즈에서 코로마루의 전담 성우로 활동했다. 이전 게임의 주요 영어 성우진은 리로드에서 완전히 재캐스팅되었는데, 여기에는 주인공 (알렉스 리), 키리조 미츠루 (알레그라 클라크), 타케바 유카리 (헤더 곤잘레스), 이오리 준페이 (제노 로빈슨), 아이기스 (던 베넷), 사나다 아키히코 (알레한드로 사브), 야마기시 후카 (수지 영), 아라가키 신지로 (저스티스 슬로컴), 아마자키 켄 (저스틴 리)이 포함된다. 벨벳 룸의 관리인인 이고르는 페르소나 5 (2016) 영어 더빙에서 그의 역할을 재현한 커크 손턴이 목소리를 맡았다. 영어판 페르소나 3 파티원의 원본 성우들은 게임 내에서 다른 역할로 출연한다. 원본 게임에서 미츠루와 벨벳 룸의 종업원 엘리자베스를 연기했던 타라 플랫은 리로드에서 후자의 역할을 재현한다. 이전 주인공, 파로스, 료지의 영어 목소리를 맡았던 유리 로언솔은 유카리의 아버지이자 키리조 그룹의 그림자 실험 선임 연구원인 타케바 에이이치로로 출연한다. 이전 아키히코의 영어 더빙을 맡았던 리엄 오브라이언은 폴로니아 몰의 야간 순찰 경관이자 S.E.E.S.를 위한 은밀한 무기상인, 그리고 다크 아워 동안 타르타로스에서 실종되는 민간인 정보원인 쿠로사와 경관 역으로 출연한다. 페르소나 4 아레나부터 후카의 영어 더빙을 맡았던 웬디 리는 월광관 고등학교의 영어 교사인 테라우치 선생님 역으로 출연한다. 유카리의 원본 영어 목소리를 맡았던 미셸 러프는 주인공이 폴로니아 몰에서 방문할 수 있는 마이요도 골동품점의 익명 상인으로 출연하며, 이 상점은 파티가 장착할 수 있는 추가 무기와 방어구를 판매한다. 신지로와 진의 원본 영어 목소리를 맡았던 그랜트 조지는 미츠루의 아버지이자 그림자와 다크 아워에 대한 연구 프로젝트를 후원했던 키리조 그룹의 수장인 키리조 타케하루 역으로 출연한다. 페르소나 3 포터블의 여성 주인공 대체 스토리 라인은 게임에 포함되지 않는다. 타르타로스와 게임의 사이드 스토리에 추가된 음성 대사로 인해, 페르소나 3 리로드는 시리즈의 어떤 게임보다도 가장 많은 대사를 가지고 있다. 이 게임은 언리얼 엔진 4를 사용하여 제작되었다.

### 아트 디자인
시마다 아즈사(Azusa Shimada)는 페르소나 3 리로드의 주요 캐릭터 디자이너를 맡았고, 오리지널 아티스트 소에지마 시게노리는 감수 역할을 맡았다. 둘은 협력하여 기존 디자인을 개선하고 타르타로스에 진입할 때 S.E.E.S. 장비를 업데이트했다. 여기에는 게임 디렉터 야마구치 타쿠야가 그림자 조우 중 새로운 메커니즘과 연관이 있다고 언급한 새로운 완장과 모든 파티원에게 고유한 전투 복장이 포함된다. 시마다와 소에지마는 이복커의 모습도 업데이트했다. 페르소나 소환의 영향을 강조하기 위해 작은 장치가 추가되었는데, 발사 후 이복커의 권총 슬라이드가 뒤로 밀리고 붉은 빛을 내는 것을 묘사한다.
페르소나 4 아레나 울티맥스 (2013)와 페르소나 5 및 로열에서 P-스튜디오의 선임 UI 디자이너였던 쿠마가이 토모히로(Tomohiro Kumagai)는 리로드의 아트 디렉터를 맡았다. 쿠마가이는 야마구치가 게임 디렉터 역할을 맡은 직후 가장 먼저 고용한 인물 중 한 명이었다. 쿠마가이는 원본 페르소나 3의 아트 디자인과 사용자 인터페이스가 게임의 테마와 강력한 시너지를 가질 수 있다는 생각에 매료되어 게임 작업에 매력을 느꼈다. 그는 리로드의 메뉴 인터페이스가 물에 잠기는 이미지를 사용하는 것이 원본 게임 메뉴의 파란색을 많이 사용했던 초기 인식에서 발전한 것이며, 이는 UI 디자인 팀에 의해 더욱 발전되었다고 설명했다. 그는 또한 페르소나 5의 공격적인 움직임과 팝 펑크 영향에 대비하기 위해 메뉴에서 더 느린 애니메이션과 부드러운 미학을 구상했으며, 게임의 주요 배경인 타츠미 포트 아일랜드를 둘러싼 바다에서 영감을 얻었다. 주인공의 특별한 3D 캐릭터 모델은 게임 메뉴에서만 사용하기 위해 애니메이션 팀에 의해 제작되었으며, 캐릭터의 감정을 표현하기 위해 많은 애니메이션 골격과 폴리곤이 사용되었고, 반짝이는 효과는 물에 잠기는 느낌을 전달했다. 쿠마가이는 팀이 페르소나 5의 사용자 인터페이스에 있는 쉬운 탐색과 반응성을 유지하는 것이 동등하게 중요하다고 강조했다.
게임의 최종 로고는 여러 디자인 반복을 거쳤는데, 초기 개념은 새로운 관객을 위해 페르소나 3를 재부팅하려는 의도를 설명하기 위해 서체를 완전히 재구상했다. 그러나 개발 스태프에게 리로드가 원본 게임의 핵심을 유지하면서 프레젠테이션과 접근성만 업데이트할 것이라는 사실이 점점 더 명확해지면서, 쿠마가이와 시마다 아즈사는 원본 게임의 제목 처리와 대체로 유사하지만, 새로운 요소가 포함된 리메이크로서의 지위를 전달하는 리로드라는 이름이 붙은 로고를 만들었다.
시마다(Shimada)가 그린 게임의 공식 상자 아트는 페르소나 3의 일본 플레이스테이션 2 키 아트를 의도적으로 재현한 것으로, 주인공이 페르소나 타나토스와 함께 등장한다. 소에지마와 야마구치는 주인공과 그의 페르소나만을 등장시킬지, 아니면 게임의 다른 주요 캐릭터들과 함께 등장시킬지에 대해 논의하면서, 오마주를 업데이트하기 위해 여러 차례 수정이 이루어졌다. 최종 결과는 현대적인 드로잉 기술과 현실적인 조명 효과를 강조하여 게임의 업데이트된 시각 효과를 미묘하게 전달하고, 주인공이 자신의 운명에 맞서는 데 초점을 맞추도록 의도되었다.

### 음악
페르소나 3 리로드의 음악은 주로 키타조 아츠시(Atsushi Kitajoh)가 작곡했으며, 원본 작곡가 메구로 쇼지는 여러 기악곡을 편곡했다. 이 게임은 원본 게임의 편곡 트랙과 "It's Going Down Now"라는 두 번째 전투 테마를 포함하여 몇 가지 추가 트랙을 특징으로 한다. 유튜브 사용자 타카하시 아즈미(Azumi Takahashi)가 카와무라 유미(Yumi Kawamura)를 대신하여 여성 보컬을 맡았으며, 래퍼 로터스 주스(Lotus Juice)가 남성 보컬로 돌아왔다. 로터스 주스는 보컬 트랙에 몇 가지 변경 사항을 요청했는데, 예를 들어 가사를 장면에 더 잘 맞게 다시 작성하는 것 등이다.

## 마케팅 및 출시

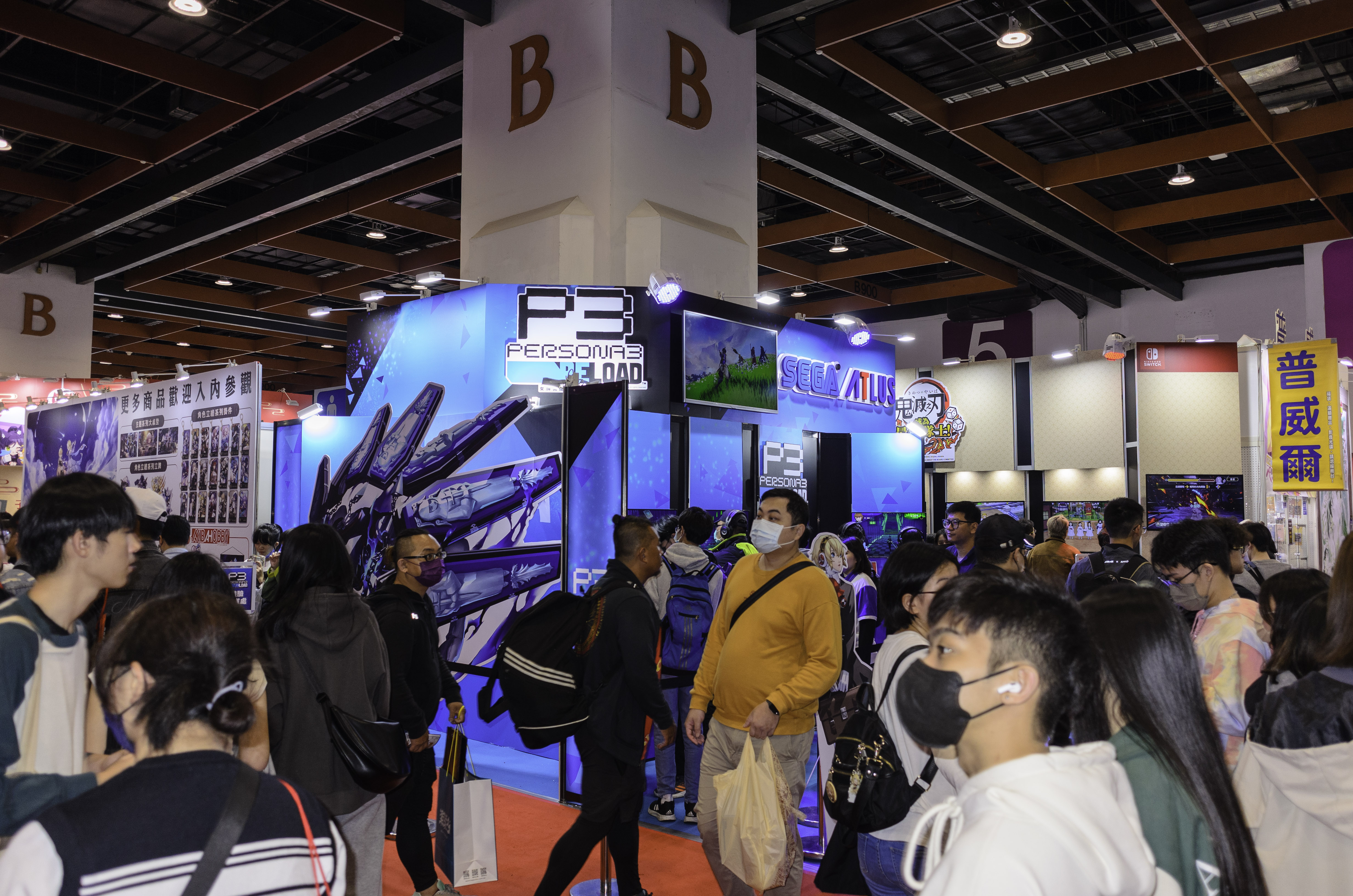
2024 타이베이 국제 만화 애니메이션 페스티벌의 페르소나 3 리로드 부스

2022년 7월, 아틀러스는 일본에서 여신전생 프랜차이즈의 과거 게임에 대한 잠재적인 리메이크 및 재출시 관심도를 측정하는 소비자 주도 설문 조사를 실시했다. 설문 조사 결과 생중계에서 아틀러스는 여신전생 페르소나 3 (2006)가 퍼블리셔가 가장 많이 요청한 리메이크 게임 측면에서 페르소나 2: 죄 (1999) 및 페르소나 2: 벌 (2000)과 동률을 기록했다고 밝혔다.
2023년 4월, 세가의 내부 시사회 영상이 온라인에 유출되었는데, 페르소나 3 파티원 타케바 유카리가 그림자와 조우하는 장면이 담겨 있었고, 이는 페르소나 3 리메이크의 초기 개발 빌드에서 나온 것으로 추정되었다. 뉴스 출판 사이트 Gematsu는 나중에 이 영상을 확인했으며, 기고자는 회사가 세가와 가까운 익명의 소식통으로부터 게임 리메이크가 개발 중이며, 시즐 릴에 나온 빌드는 2021년 자료라고 들었다고 밝혔다. 같은 날, 한 트위터 사용자는 "p3re.jp"라는 등록된 웹 도메인을 발견했는데, 이는 게임을 약어로 나타낼 가능성이 있고 이전에 페르소나 시리즈 프로젝트를 위해 등록된 웹 도메인을 따르기 때문에 페르소나 3 리메이크와 관련이 있을 것으로 추측되었다.
2023년 6월 초, 아틀러스 일본은 페르소나 3 리메이크와 연관된 것으로 추정되는 앞서 언급된 "p3re.jp" 웹 도메인을 갱신했으며, 게임 뉴스 매체에서 페르소나 5의 잠재적인 스핀오프 타이틀과 연관된 것으로 추정되는 새로운 웹 도메인 "p5t.jp"도 갱신했다. 그 직후, 아틀러스 웨스트는 리메이크작인 페르소나 3 리로드의 공개 트레일러를 스핀오프작인 페르소나 5 택티카 (2023)의 트레일러와 함께 실수로 공식 인스타그램 계정에 업로드했다. 두 게임 모두 마이크로소프트의 엑스박스 게임스 쇼케이스 이벤트에서 공식적으로 발표되지 않았다. 세가는 다음 달 아니메 엑스포 2023에서 알렉스 리, 헤더 곤잘레스, 제노 로빈슨, 알레한드로 사브, 알레그라 클라크, 수지 영이 참석한 게임 전용 패널을 주최했으며, 이와 함께 게임의 영어 더빙을 보여주는 두 번째 트레일러가 공개되었다. 2023년 10월부터 2024년 1월까지 아틀러스 웨스트는 유튜브 채널에 'Reloaded: The Voices of Persona 3'라는 제목의 특집 시리즈를 게시했으며, 원본 게임의 영어 성우진과 리로드의 새로운 성우진 모두로부터 페르소나 3의 개발 및 유산에 대한 인터뷰와 일화를 담았다. 2024년 1월 23일, 아틀러스 웨스트는 배우 에이든 갤러거가 출연하는 게임의 실사 광고를 공개했으며, 갤러거는 게임의 여러 주요 스토리 지역을 오가며 게임 내 죽음의 테마를 되새기는 모습으로 묘사되었다. 이 트레일러는 원작과 갤러거 자신의 연기된 대화 사이의 톤 불균형을 지적하며 부정적인 반응을 얻었다.
페르소나 3 리로드는 2024년 2월 2일 플레이스테이션 4, 플레이스테이션 5, Windows, 엑스박스 원, Xbox Series X/S로 출시되었다. 출시와 동시에 엑스박스 게임 패스에서 플레이할 수 있었다.  스탠더드 에디션과 함께 디지털 디럭스 및 디지털 프리미엄 에디션도 구매할 수 있다. 두 에디션 모두 디지털 사운드트랙과 아트북을 포함하며, 프리미엄 버전에는 추가로 게임 내 특전 다운로드 가능 콘텐츠 (DLC) 팩이 제공된다. 물리적 컬렉터스 에디션인 "아이기스 에디션"은 독특한 패키징, 아트북 및 사운드트랙의 물리적 버전, 아이기스 캐릭터의 대형 흉상, 그리고 DLC 팩 바우처를 포함한다. 플레이스테이션 4 버전의 게임은 플레이스테이션 5 버전으로 무료 업그레이드를 제공하며, 물리적 엑스박스 버전은 게임이 설치된 위치에 따라 엑스박스 원과 엑스박스 시리즈 X/S 간의 Smart Delivery 기능을 지원한다.
게임 출시 1년 후인 2025년 4월 9일에 데모가 출시되었으며, 플레이어는 게임의 전반부와 보스 중 한 명에게 접근할 수 있다. 이는 메타포: 리판타지오의 데모와 유사하다. 앞서 언급된 메타포 데모와 마찬가지로, 저장 데이터는 정식 게임으로 전송될 수 있다.

### 다운로드 가능 콘텐츠
페르소나 3 리로드는 게임 내 특전으로 구성된 출시일 다운로드 가능 콘텐츠 (DLC) 세트와 함께 출시되었으며, 이는 단독으로 또는 번들로 구매할 수 있다. 여기에는 던전 탐험 중에 파티원들이 입을 수 있는 여신전생 페르소나 4 (2008)의 야소가미 고등학교 교복에서 영감을 받은 의상 세트와 페르소나 5 (2016)의 슈진 학원 교복 및 마음의 괴도단 의상이 포함된다. 또한 페르소나 4, 페르소나 5, 페르소나 5 더 로열의 페르소나를 특징으로 하는 추가 페르소나 세트와 페르소나 5 더 로열의 트랙을 특징으로 하는 맞춤형 배경 음악 세트도 포함된다. 게임을 예약 구매한 사람들은 페르소나 4 골든의 트랙을 특징으로 하는 맞춤형 배경 음악 세트에도 액세스할 수 있었다. 세 가지 웨이브의 다운로드 가능 콘텐츠를 특징으로 하는 확장 패스는 2024년 3월 6일 엑스박스 파트너 프리뷰 라이브스트림에서 발표되었다. 3월 12일 출시된 첫 번째 웨이브는 페르소나 4 골든과 페르소나 5 더 로열의 추가 배경 음악 트랙을 특징으로 한다. 2024년 5월 31일 출시된 두 번째 웨이브는 캐릭터를 위한 벨벳 룸 의상과 새로운 음악 트랙을 포함한다.
아이기스 에피소드: 디 앤서는 원본 페르소나 3의 추가 디스크와 페르소나 3 FES의 일부로 출시되었던 "디 앤서" 에필로그 챕터의 리메이크로, 2024년 9월 10일에 출시되었다. 인터뷰에서 프로듀서 와다 카즈히사는 이 챕터의 이야기가 플레이어들 사이에서 논란을 일으켰음에도 불구하고, 그 리메이크는 원본에 충실하게 유지되었다고 설명했다. 팀에 인력이 부족하여, 이 DLC는 환영이문록♯FE와 소울 해커즈 2와 같은 게임의 전투 기획자였던 하시즈메 유(Yu Hashizume)가 감독했다. 하시즈메는 P-스튜디오 소속이 아니었기 때문에 이 제안에 놀랐지만, 페르소나 시리즈에 참여하기 위해 이 자리를 수락하기로 결정했다. 원본 게임의 음악은 키타조 아츠시가 재편곡했으며, 고즈카 료타(Ryota Kozuka)가 오프닝 테마와 전투 테마 두 곡을 새로 만들었다. 아이기스 에피소드는 게임의 마지막 다운로드 가능 콘텐츠가 될 예정이다. 와다에 따르면, 개발 중 여성 주인공의 추가를 고려했지만, 에필로그에 비해 너무 많은 시간과 비용이 소요될 것으로 판단되었다고 한다. 그는 또한 페르소나 팀이 "리메이크뿐만 아니라 '완전히 새로운' 프로젝트에도 참여해야 할 사명감"을 가지고 있다고 언급했다.

### 타이인 미디어 및 상품
2024년 2월, 아틀러스는 세레보(Cerevo)와 협력하여 리로드에 묘사된 이복커의 1:1 복제품을 제작할 것이라고 발표했다. 프로토타입은 2024년 겨울 원더 페스티벌에서 전시되었다. 그들은 또한 고이케야(Koikeya)와 협력하여 게임 기반의 한정판 감자칩과 참을 마케팅할 것이라고 발표했다. 2024년 7월, 아틀러스와 플래티넘 펜스(Platinum Pens)는 프리미엄 반다이에서 판매하는 특별 만년필을 마케팅하기 위해 협력할 것이라고 발표했다. 2024년 7월 3일, 맥팔레인 토이즈(McFarlane Toys)는 페르소나 3 리로드 테마 액션 피규어 라인을 2025년에 출시할 것이라고 발표했다. 게임 출시에 맞춰 두 장의 비닐 사운드트랙이 출시되었다. 둘 다 iam8bit에서 배포했으며, 첫 번째는 2024년에 출시되어 게임의 오리지널 사운드트랙을 포함하고, 다른 하나는 2025년에 출시될 예정이며 아이기스 에피소드 DLC를 중심으로 한다.
2025년 3월, 페르소나 5: 더 팬텀 X와의 콜라보레이션이 발표되었다.

### 기타 미디어
리로드 버전의 Mass Destruction은 두 번의 올림픽 피겨 스케이팅 챔피언 하뉴 유즈루의 Echoes of Life Tour 아이스 쇼의 일부로 제작 및 공연되었다. 일본 안무가이자 감독인 미키코가 연출했다.

## 평가

### 출시 전 비평
페르소나 3 리로드의 미리보기는 게임 저널리스트들로부터 일반적으로 긍정적인 평가를 받았으며, 업데이트된 비주얼과 게임플레이, 그리고 원본에 대한 게임의 충실함에 찬사를 보냈다. Kotaku의 케네스 셰퍼드는 전반적으로 데모를 칭찬했지만, 리메이크된 음악은 마음에 들지 않았다. GamesRadar의 재스민 굴드-윌슨은 데모를 "즐거웠다"고 묘사하며, 이 게임이 시리즈 초보자들에게 "훌륭한 시작점이 될 수 있다"고 말했다. VG247의 돔 페피아트는 데모가 "최고의 의미에서 리마스터"처럼 보였다고 말했다. 반면, 폴리곤의 첼시 스탁은 던전의 환경 디테일 부족을 비판했는데, 이는 원본 게임에는 충실하지만 페르소나 5가 설정한 기준에는 미치지 못한다고 묘사했으며, 최종 제품에서 얼마나 업데이트될지에 대한 불확실성을 표명했다. 페르소나 3 리로드는 2023년 골든 조이스틱 어워즈에서 가장 기대되는 게임으로 지명되었다.
아이기스 에피소드는 DLC가 별도 구매라는 점 때문에 출시 전부터 엇갈린 평가를 받았으며, 아틀러스는 이러한 "현금 갈취" 관행으로 인해 널리 비난을 받았다.

### 출시 후 비평
페르소나 3 리로드는 리뷰 애그리게이터 웹사이트 메타크리틱에 따르면 비평가들로부터 "대체로 호의적인" 평가를 받았다.
IGN의 마이클 하이엄은 이 게임을 "사랑받는 롤플레잉 비디오 게임의 더욱 완벽한 버전"이라고 묘사하며, 게임의 편의성 개선, 성우진, 사운드트랙을 칭찬했다. PlayStation Universe의 조 리처즈는 페르소나 5의 스타일과 원본 게임의 스타일을 혼합한 게임의 디자인을 칭찬하며, "디자인의 마스터 클래스"이자 "롤플레잉 비디오 게임 역사상 가장 우아한 메뉴 중 일부"라고 불렀다. 게임 리뷰어들은 아이기스 에피소드를 스토리 전개와 새로운 음악에 대해 일반적으로 칭찬했지만, "지루하고", "반복적이며", 형편없는 조작감을 비판했다.
리로드 게임은 출시 전후로 일부 플레이어와 비평가들로부터 페르소나 3 포터블에서 이전에 제공되었던 여성 주인공으로 플레이할 수 있는 선택권을 생략했다는 이유로 비판을 받았다. 리로드의 프로듀서 와다 카즈히사가 시간 및 예산 문제로 그녀의 추가가 불가능할 것이라고 밝혔을 때, 팬 팀은 게임 출시 직후 그녀와 그녀의 포터블 대체 스토리 라인 전용 콘텐츠를 리로드에 구현하는 것을 목표로 모드인 Femc Reloaded Project를 개발하기 시작했다. 이 모드는 기능성과 신속한 출시로 칭찬을 받았다.

### 판매
페르소나 3 리로드는 출시 첫 주에 백만 장이 팔려 시리즈 중 가장 빠르게 백만 장 판매를 달성한 게임이자 메타포: 리판타지오 출시 전까지 아틀러스의 가장 빠르게 팔린 게임이 되었다.

2025년 3월까지 페르소나 3 리로드는 200만 장 이상 판매되었다.

### 수상 및 후보
| 연도 | 시상식               | 부문                            | 결과 | Ref.    |
| ---- | -------------------- | ------------------------------- | ---- | ------- |
| 2023 | 골든 조이스틱 어워즈 | 가장 기대되는 게임              | 후보 | [ 102 ] |
| 2024 | 골든 조이스틱 어워즈 | 최우수 조연 퍼포머 (던 베넷)    | 후보 | [ 103 ] |
| 2024 | 일본 게임 대상       | 우수 게임상                     | 수상 | [ 104 ] |
| 2025 | 뉴욕 게임 어워즈     | 최우수 리메이크작 자유의 여신상 | 후보 | [ 105 ] |

## 참조

### 주해
1. ↑  영어: Persona 3 Reload, 일본어: ペルソナ3 リロード
2. ↑  일본에서는 단순히 "아이기스 에피소드"로 알려져 있다.
3. ↑  여러 참고 문헌에 기인함:[82][83][70][91][92][93][94]